# Parafia Najświętszego Serca Jezusowego w Nowej Jastrząbce
Parafia Najświętszego Serca Jezusowego w Nowej Jastrząbce – parafia rzymskokatolicka, znajdująca się w diecezji tarnowskiej, w dekanacie Tarnów Północ.